# Méréville (Meurthe-et-Moselle)
Méréville é uma comuna francesa na região administrativa de Grande Leste, no departamento de Meurthe-et-Moselle. Estende-se por uma área de 8,43 km². Em 2010 a comuna tinha 1 336 habitantes (densidade: 158,5 hab./km²).